# Nanochimie
 (mai 2015).
Si vous disposez d'ouvrages ou d'articles de référence ou si vous connaissez des sites web de qualité traitant du thème abordé ici, merci de compléter l'article en donnant les références utiles à sa vérifiabilité et en les liant à la section « Notes et références ».

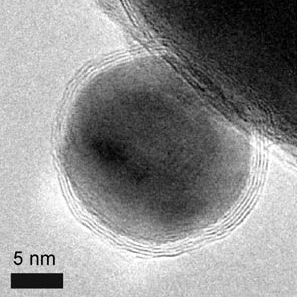
Nanoparticule de cobalt

La nanochimie (aussi appelée nanothérapie) est l'étude des réactions de la matière présente à l'échelle nanomètrique. Cette technologie a été présentée lors du concours international de Chimie au Japon en 1999.

## Description
Cette technique est utilisée en médecine pour le diagnostic, les soins et la compensation des déficits.
Les molécules nanochimiques[Lesquels ?] ont une taille supérieure à celle des molécules ou des atomes. Elles sont constitués d’hydrogène et souvent des atomes d'oxygène ou d'azote et les molécules synthétiques proviennent souvent du pétrole.
La nanochimie étudie en particulier leur structure, leurs propriétés, leurs caractéristiques, leur composition, leurs réactions et leur préparation (par synthèse ou autres moyens). Ces composés peuvent comprendre d'autres éléments, comme les halogènes (fluor, chlore, brome, iode) ainsi que le bore, le silicium, le phosphore, le soufre, ; plus rarement, le lithium, le sodium, le magnésium, le cuivre, le titane, le potassium, le fer, le cobalt, le zinc et le plomb.
Les algues présentent un fort potentiel pour la nanochimie et ses applications en agriculture et agroalimentaire. En effet, les algues possèdent une large palette de molécules actives pouvant être utilisées comme engrais ou pesticides.
Des produits sont d'ores et déjà commercialisés et s'inscrivent dans une politique d'agriculture durable, avec un coût énergétique et environnemental plus bas. Ils permettent de limiter l'utilisation d'engrais azoté, de remplacer certains pesticides. Actuellement sur le marché, des produits tels que Iodus 40 et Kelpack 66 ont fait leurs preuves.
Des études[Lesquelles ?] ont montré les propriétés antibactérienne, antivirale, antifongique, larvicide, insecticide ou encore nématocide d'extraits d'algues appliqués sur des plants de tomates, de pommes de terre ou encore de tabac. Il a été également démontré[Par qui ?] l'impact positif des hormones de croissance d'algues sur des cultures traitées, en améliorant le rendement en masse, en photosynthèse des plantes. De plus, le contenu en polysaccharides des algues, et plus spécifiquement, les oligo-carrageenans permettent d'activer et d'améliorer plusieurs voies métaboliques ce qui entraine un meilleur rendement des récoltes.

## Argent colloïdal
L'argent colloïdal est utilisé en nanochimie comme composé bactéricide.